# Головин, Алексей Фёдорович
Алексе́й Фёдорович Голови́н (8 марта 1893, Санкт-Петербург, Российская империя — 23 января 1978, Москва, СССР) — советский военный деятель и ученый в области металловедения, генерал-майор инженерно-артиллерийской службы (17.11.1942), член-корреспондент Академии артиллерийских наук (14.04.1947), заслуженный деятель науки и техники РСФСР (1959), профессор (1939).

## Биография
Родился 8 марта 1893 года в Санкт-Петербурге. В 1911 году окончил полный курс Санкт-Петербургского 2-го реального училища.
На военной службе в русской императорской армии с сентября 1911 года — юнкер Константиновского артиллерийского училища. С июля 1914 года — младший офицер, старший офицер, с июня 1917 года — командир 2-й батареи 23-й артиллерийской бригады на Австро-Германском фронте. Был контужен в бою под Галичем в 1916 году. За боевые отличия награждён орденами Святой Анны с мечами и Святого Станислава с мечами различных степеней. С августа 1917 года — слушатель Михайловской артиллерийской академии. Последнее воинское звание в российской армии — штабс-капитан.
В РККА с февраля 1918 года — слушатель Артиллерийской академии РККА. Участник Гражданской войны, принимал участие в военных действиях против белофиннов на Карельском укрепленном районе в мае 1919 года. С июля 1920 года — артиллерийский приемщик Главного артиллерийского управления РККА. С августа 1920 года — инженер-конструктор Артиллерийского конструкторского бюро Управления чрезвычайного уполномоченного Совета рабоче-крестьянской обороны по снабжению армии. С июня 1921 года — инженер автобронеотделения Управления военно-морской промышленности. Одновременно с 1920 года работал приватным преподавателем артиллерии и математики Петроградской школы командного состава тяжелой артиллерии. С октября 1921 года — штатный преподаватель Петроградской школы командного состава тяжелой артиллерии.
С апреля 1924 года — начальник редакционной части учебного отдела в Артиллерийской академии РККА; с марта 1925 года — редактор учебно-методической части; с сентября 1925 года — редактор военно-издательской части. С февраля 1926 года — адъюнкт, с апреля 1930 года — преподаватель Военно-технической академии РККА им. Ф. Э. Дзержинского. Одновременно в 1930—1933 гг. работал по совместительству в специальном секторе Ленинградского института металлов, где вел научно-исследовательскую работу по автофретажу орудийных труб. С июля 1932 года — руководитель специально-технического цикла; с февраля 1933 года — старший преподаватель общетехнического цикла; с мая 1936 года — начальник кафедры металлургии; с августа 1938 года — начальник кафедры металловедения; с апреля 1946 года — начальник кафедры специальных сталей и сплавов; с ноября 1953 года — начальник кафедры артиллерийского металловедения Артиллерийской академии им. Ф. Э. Дзержинского. С декабря 1958 года — начальник кафедры ракетного материаловедения Военной артиллерийской инженерной академии им. Ф. Э. Дзержинского. С декабря 1960 года — в отставке и до 1968 года продолжал работать на кафедре в качестве профессора.
Крупный ученый по вопросам артиллерийского металловедения. Автор более 80 научных работ, посвященных исследованиям живучести орудийных и пулемётных стволов, изучению износа специальных ствольных сталей, разработке вопросов контроля качества ствольных сталей, разработке вопросов прочности снарядных корпусов, экспериментальным исследованиям в области автофретажа орудийных стволов. Защитил диссертационную работу на звание штатного преподавания академии на тему «Исследование износа стволов артиллерийских орудий» (1930), которая была издана монографией. За время своей научной деятельности провел более 70 крупных экспертных исследований. Широко известны его исследования по вязкости артиллерийских стволов, прочности снарядных корпусов, использованию легких сплавов в артиллерийских конструкциях. Являлся активным пропагандистом истории отечественной науки и техники. В годы Великой Отечественной войны проводил широкое исследование трофейных образцов артиллерийской техники.
Умер 23 января 1978 года. Похоронен в Москве на Кунцевском кладбище.

## Награды

### СССР
- орден Ленина (21.02.1945)[4][5]
- два ордена Красного Знамени (03.11.1944[5][6], 20.06.1949[5][7])
- орден Отечественной войны II степени (17.11.1945)[8]
- Орден Красной Звезды (07.12.1940)[7] — «в связи с 120-й годовщиной Артиллерийской ордена Ленина Академии Красной Армии имени Дзержинского, за плодотворную работу по выращиванию и воспитанию артиллерийских кадров»
  - в том числе медали:
  - «XX лет Рабоче-Крестьянской Красной Армии» (1938)[7]
  - «За победу над Германией в Великой Отечественной войне 1941—1945 гг.» (02.07.1945)[9]
  - «Ветеран Вооружённых Сил СССР» (1976)[7]

### Почетные звания
- заслуженный деятель науки и техники РСФСР (1959)

### Российская империя[2]
- орден Святой Анны 2-й ст. с мечами и бантом
- орден Святого Станислава 2-й ст. с мечами и бантом
- орден Святой Анны 3-й ст. с мечами и бантом
- орден Святого Станислава 3-й ст. с мечами и бантом
- орден Святой Анны 4-й ст. с надписью «За храбрость»

## Труды
- Проектирование артиллерийских орудий. Собрание формул и графический метод расчета прочности простых и скрепленных орудийных стволов. Л.: АУ РККА и ВТА, 1928. 112 с.;
- Исследование износа стволов артиллерийских орудий. Л.: ВТА, 1930. 328 с.;
- О локальных перенапряжениях в орудийных стволах // Бюллетень НТК АУ РККА. 1930. № 3. С. 255-260;
- Основные вопросы живучести орудийных стволов. М.: ВА им. Дзержинского, 1941. 39 с.;
- Динамическая вязкость ствольных сталей и способы её оценки. М., 1945;
- Остаточные напряжения в металлах. М.: Арт. академия, 1954;
- Основы пластической деформации металлов. М.: Арт. академия, 1954;
- Автофретаж опытных цилиндров. Л.: Арт. академия, 1936;
- Влияние рода взрывчатых веществ, низких температур и других факторов на взрывную вязкость ствольных сталей. М.: Арт. академия, 1948;
- Руководство к лабораторным работам по металловедению. М.: ВА им. Дзержинского, 1949;
- О жизни и деятельности Дмитрия Константиновича Чернова (1839-1921 гг.). М., 1968. 50 с.;
- Дмитрий Константинович Чернов и его творческий вклад в артиллерийскую науку и технику // Очерки по истории отечественной артиллерийской науки и техники. М., 1952. Вып. 2-й. С. 5-57;
- Значение трудов Д. К. Чернова в развитии отечественной артиллерийской техники // Труды по истории техники. Вып. 2. 1953. С. 33—63;
- А. В. Гадолин — выдающийся русский ученый артиллерист (К 120-летию со дня рождения) // Сборник докладов ААН. 1949. Вып. VI. С. 112-122;
- Научное наследие Дмитрия Константиновича Чернова //Металловедение и термическая обработка металлов. 1959. № 11. С. 2-4.